# Milonga
Milonga označuje štiri pomene v povezavi z argentinskim tangom.
1. Milonga je glasba, praviloma napisana v dvočetrtinskem taktu. Nastala je v okolici izliva Srebrne reke, predvsem v mestih Buenos Aires (Argentina) ter Montevideo (Urugvaj). V milongi so prepoznavni vplivi črnske glasbe (npr. canyengue). Milonga se je s časom razvila v drug glasbeni izraz, tango. Danes je milonga eden od treh glasbeno-izraznih skupin argentinskega tanga (milonga, valček, tango).
2. Milonga je ples, ki se pleše na enako imenovano glasbo. V primerjavi s tangom-milongo se milonga pleše v glavnem brez postankov. Objem je pri plesanju milonge bolj sproščen, nekateri plesalci pa pri plesanju milonge upoštevajo afriške korenine tega plesa in jo plešejo bolj robato kot elegantni tango.
3. Milonga je družabni dogodek, kjer se pleše argentinski tango. Na milongi veljajo posebna pravila lepega obnašanja, ki zagotavljajo, da je ples za vse udeležence prijeten. Tako se na ples vabi s pogledom (cabezeo), pri plesu se spoštuje plesno smer (ronda). Glasbo na milongah praviloma vrtijo v sklopih po 3-5 skladb istega stila, obdobja in/ali orkestra. Takemu sklopu rečemo tanda. Posamezne tange ločujejo kortine (cortina), glasba, ki ni tango.
4. Milonga je kraj, kavarna, plesišče, kjer se ta družabni dogodek odvija.